# Maria Anna Thekla Mozart
Pour les articles homonymes, voir Mozart.
Maria Anna Thekla Mozart (née le 25 septembre 1758 à Augsbourg (Saint-Empire) ; morte le 25 janvier 1841 à Bayreuth), dite Marianne, surnommée aussi la Bäsle, était la cousine de Wolfgang Amadeus Mozart.

## Biographie
Maria Anna Thekla Mozart était la troisième et seule survivante des cinq filles de Franz Alois Mozart (1727-1791), un frère cadet de Leopold Mozart et de Maria Viktoria Eschenbach (1727-1808). Entre le 11 octobre et le 26 octobre 1777, alors qu'elle était âgée de 19 ans, Marianne a rencontré dans sa ville natale d'Augsbourg, Wolfgang Amadeus Mozart, de 2 ans son aîné.
Les jeunes gens développèrent une relation harmonieuse et très probablement intime. Seules 10 lettres de leur correspondance qui a suivi ont été préservées, exclusivement celles de Wolfgang. Ce sont les fameuses Lettres à Bäsle. Depuis, de nombreux experts se sont penchés sur le choix des termes et le style d'écriture, très inhabituel chez Mozart.
Après le retour de Mozart de Paris, Marianne l'accompagna en janvier 1779 de Munich à Salzbourg durant près de 2 mois et demi, pendant lesquels elle songea probablement à un mariage avec Wolfgang. Son souhait fut brisé et l'amitié ancienne se refroidit. Leur dernière rencontre eut lieu à Augsbourg en mars 1781.
Marianne avait été éduquée conformément à son rang comme citoyenne de la Ville Libre du Saint-Empire romain germanique, et, adolescente, avait reçu une autre éducation sociale à Munich. Elle est décrite comme belle, aimée de tous, brillante, pleine d'humour, et amoureuse de la vie. En 1784, elle donna naissance à une fille illégitime, Maria Josepha (1784-1842). Le père, le Docteur Theodor Franz de Paula Maria, baron de Reibeld, subvint généreusement aux besoins de la mère et de l'enfant. 
Marianne Mozart resta célibataire toute sa vie. Après la mort de sa mère, qui devint veuve en 1791, elle déménagea en 1808 pour vivre avec sa fille et son gendre, le maître de poste Franz-Joseph Streitel (1771-1854). Le seul petit-enfant, Carl Joseph, était décédé en 1803 en très bas âge. Déménageant à Kaufbeuren en 1812, elle et sa famille s'établirent finalement à Bayreuth en 1814, où elle vécut durant 27 ans jusqu'à sa mort.
Marianne est décédée le 25 janvier 1841, à l'âge de 82 ans, 50 ans après son illustre cousin. Le portrait de son cousin, celui qu'il lui avait envoyé de Mannheim en 1778, fut trouvé dans sa demeure.
Sa fille est décédée seulement 15 mois plus tard, à l'âge de 58 ans. Toutes deux ont été enterrées au cimetière municipal de Bayreuth, mais les tombes n'ont pas été retrouvées. Deux plaques commémoratives ont été fixées, une à l'ancienne Maison d'entraînement, l'autre à l'entrée du cimetière municipal.